# Tyung
A Tyung (oroszul: Тюнг) folyó Oroszország ázsiai részén, Jakutföldön; a Viljuj bal oldali mellékfolyója.

## Földrajz
Hossza: 1092 km, vízgyűjtő területe: 49 800 km², évi közepes vízhozama: 180 m³/sec.
A Közép-szibériai-fennsíkon, a 460 m tengerszint feletti magasságban fekvő Hagdan-tóból ered. Kezdetben hegyes vidéken folyik kelet felé, majd a Közép-jakut-alföldön délkelet felé. Néhány kilométerrel Viljujszk fölött ömlik a Viljujba, torkolatánál 150 m széles és 2 m mély. Vízgyűjtő területének nagy része mocsaras síkság, ahol állandóan fagyott talaj a jellemző.
Esővíz és hóolvadék táplálja. Októberben befagy, május végéig – június elejéig jég borítja.
Jelentősebb, bal oldali mellékfolyói:
- Csimigyikeen, 299 km
- Gyiippa (Дьыыппа), 243 km